# Indonesiens flagga
Indonesiens flagga (indonesiska: Sang Merah Putih, ”Den röda och vita”) är en enkel horisontell bikolor i rött och vitt, med det röda fältet överst.

## Historik

Majapahitrikets flagga och dagens örlogsgös.

Den moderna indonesiska flaggans rötter kan spåras till Majapahitrikets flagga under 1200-talet. Färgerna rött och vitt började användes i samband med frihetssträvandena från Nederländerna under 1900-talet. Indonesiska studenter i Leiden (Nederländerna) antog 1922 en rödvit flagga för sin studentförening, med huvudet av en bantengtjur i mitten. Flaggan hissades 1928 av Partai Nasional Indonesia i Bandung på Java. Ett år senare hissades en rödvit flagga under ett studentmöte i Batavia (dagens Jakarta). Den nuvarande indonesiska nationsflaggan antogs på Indonesiens självständighetsdag 17 augusti 1945. Flaggan, som har proportionerna 2:3, har det officiella namnet (Sang Merah Putih) vilket fastställs i artikel 32 i författningen från 1945.

### Bendera Pusaka
Flaggan kallas även Sang Saka Merah Putih (Den upphöjda rödvita flaggan) vilket refererar till Bendera Pusaka, den faktiska fana som hissades utanför Sukarnos hem omedelbart efter att självständigheten proklamerats den 17 augusti 1945. Den ursprungliga nationsflaggan hissades varje år framför presidentpalatset på självständighetsdagen fram till 1968, då den på grund av förslitning ersattes av en kopia.

## Utformning
Flaggans proportioner är 2:3 och de båda fälten är lika breda. Flaggan liknar Polens och Singapores flaggor, och är identisk med Monacos flagga, bortsett från proportionerna (Monacos flagga har proportionerna 4:5).

## Färgsymbolik
Färgerna rött och vitt var Indonesiens heliga färger under 1200-talet, och har dessutom varit traditionella färger för många sydostasiatiska stater. Rött representerar människans fysiska tillvaro, och vitt symboliserar människans själ. Kombinationen av de båda färgerna representerar den fullkomliga människan.

## Provinsernas flaggor
Var och en av Indonesiens 34 provinser har en egen flagga.

Aceh
Bali
Bangka-Belitung
Banten
Bengkulu
Gorontalo
Jakarta
Jambi
Jawa Barat
Jawa Tengah
Jawa Timur
Kalimantan Barat
Kalimantan Selatan
Kalimantan Tengah
Kalimantan Timur
Kalimantan Utara
Kepulauan Riau
Lampung
Maluku
Maluku Utara
Nusa Tenggara Barat
Nusa Tenggara Timur
Papua
Papua Barat
Riau
Sulawesi Barat
Sulawesi Selatan
Sulawesi Tengah
Sulawesi Tenggara
Sulawesi Utara
Sumatera Barat
Sumatera Selatan
Sumatera Utara
Yogyakarta

## Övrigt
Det finns en nationell indonesisk sång med titeln Merah Putih (”Rött och vitt”).